# Roger Cnockaert
Roger Cnockaert (Waregem, 26 marzo 1917 – Gand, 27 agosto 1988) è stato un ciclista su strada belga, professionista dal 1940 al 1952.
Fu vincitore di una Gullegem Koerse, nel 1947.

## Carriera
Passato professionista nel 1945, colse diverse vittorie e piazzamenti in questa categoria, perlopiù in corse da un giorno belghe.

## Palmarès
- 1947

Gullegem Koerse
- 1948

Bruxelles-Oostende
Grand Prix Jules Lowie

## Piazzamenti

### Classiche monumento
- Milano-Sanremo

1949: ritirato
1950: ritirato
- Giro delle Fiandre

1947: 28°
1950: 13º
- Liegi-Bastogne-Liegi

1951: ritirato